# أستروباي
أستروباي (بالإنجليزية: Astropy)‏ هي مجموعة حزم مكتوبة ببايثون مخصصة لعلم الفلك. أستروباي مضمن في العديد من توزيعات بايثون الكبيرة، هو جزء من نظام إدارة حزم لينكس وماك أو إس ، توزيعة أناكوندا وغيرها.